# هویج لوخ تپه
هویج لوخ تپه در شهرستان قزوین، بخش کوهین، روستای کیخنان واقع شده و این اثر در تاریخ ۱۷ اسفند ۱۳۸۱ با شمارهٔ ثبت ۷۸۷۱ به‌عنوان یکی از آثار ملی ایران به ثبت رسیده است.
در ارتفاع ۱۰۰ مایلس از سطح دریا و در جوار سسله کوه‌های قزل کوه قرار دارد و مساحت ان بالغ بر ۳۰۰ هکتار و دارای گونه وحشی عجیبی است